# Темплтоновская премия
Те́мплтоновская пре́мия за успе́хи в иссле́довании или откры́тия в духо́вной жи́зни (англ. Templeton Prize for Progress Toward Research or Discoveries about Spiritual Realities) — ежегодная премия, присуждаемая Фондом Темплтона. Учреждена в 1972 году.

## Критерии награждения
Премией награждаются личности, которые, по мнению жюри премии, имеют «особые заслуги в укреплении духа перед лицом нравственного кризиса в мире» и в наибольшей степени служат примером «поиска различных путей открытий и прорывов, что расширяют человеческое восприятие Божественного и помогают ускорению богословного творчества».
Вероисповедание номинанта премии не имеет значения, более того, им может быть даже атеист.

## История
Премия названа именем сэра Джона Темплтона, английского предпринимателя-протестанта, который в 1987 году королевой Елизаветой II был возведён в рыцари за свою благотворительность.
До 2001 года наименование премии было «Темплтоновская премия за прогресс в религии».

## Процедура награждения
Обычно церемонию награждения премией и вручения почётных знаков проводил Филипп, герцог Эдинбургский, в Букингемском дворце. В тот же день лауреат выступает в доме приёмов в лондонском Гилдхолле с ответной речью в форме лекции.

## Размер Темплтоновской премии
Денежное выражение премии — 795 000 фунтов стерлингов (или примерно 1 400 000 долларов США на сентябрь 2008 года) — по статуту всегда должно превышать денежное выражение Нобелевской премии. Таким образом, в 2008 году Темплтоновская премия была самой большой ежегодной премией, вручаемой за заслуги в духовной жизни.
В 2012 году денежное выражение премии составило 1 100 000 фунтов стерлингов.

## Известные лауреаты Темплтоновской премии
В разные годы Темплтоновской премией были награждены, например, Мать Тереза, Сарвепалли Радхакришнан, Александр Исаевич Солженицын, Карл Фридрих фон Вайцзеккер.

## Критика премии
По замечанию британского биолога, атеиста и критика религии Ричарда Докинза, высказанному в книге «Бог как иллюзия», премия — «очень крупный денежный приз, ежегодно присуждаемый Фондом Темплтона учёному, готовому, как правило, сказать что-нибудь приятное о религии».

## Лауреаты
- 1973 год — Мать Тереза Калькуттская
- 1974 год — Брат Роже, основатель Общины Тэзе
- 1975 год — Сарвепалли Радхакришнан, президент Индии
- 1976 год — Леон Джозеф, кардинал Суэвенс
- 1977 год — Кьяра Любич, основатель движения «Фоколяры»
- 1978 год — профессор Томас Торранс
- 1979 год — Никкио Нивано[англ.], основатель японского буддистского движения Risshō Kōsei Kai[англ.]
- 1980 год — Ральф Уэнделл Бурхоу[англ.], основатель журнала «Zygon: Journal of Religion & Science[англ.]»
- 1981 год — Сисли Сондерс, инициатор хосписов
- 1982 год — доктор Билли Грэм, священник
- 1983 год — Александр Солженицын, русский писатель[4]
- 1984 год — Майкл Бурдо, основатель Кестонского института
- 1985 год — Алистер Харди, биолог, основатель исследовательского опытного религиозного центра в Оксфорде
- 1986 год — Джеймс Маккорд[англ.], Принстонская богословская семинария
- 1987 год — Стэнли Яки, физик и священник
- 1988 год — доктор Инамулла Хан[англ.], основатель Всемирного мусульманского конгресса
- 1989 год — Карл Фридрих фон Вайцзеккер, физик и философ, и Джордж Маклеод, лорд Фьюнери, основатель Общины Ионы — христианской экуменической общины на острове Ионы
- 1990 год — Баба Амте, основатель ряда лепрозориев в Индии, и Чарльз Бёрч, австралийский генетик и теолог
- 1991 год — барон Иммануэль Якобовиц[англ.], Главный раввин Великобритании
- 1992 год — Кьюн-Чик Хан, священник пресвитерианской церкви в Корее
- 1993 год — Чарльз Колсон, основатель Тюремного братства (англ. Prison Fellowship), благотворительной организации в помощь заключённым
- 1994 год — Майкл Новак, философ и дипломат
- 1995 год — Пол Дейвис, физик
- 1996 год — доктор Билл Брайт, священник евангелистской церкви, основатель молодёжного движения «Кампус»
- 1997 год — Пандуранг Шастри Атавале[англ.], философ, основатель ассоциации Swadhyay Parivar для изучения Бхагавад-гиты
- 1998 год — Зигмунд Штернберг, благотворитель
- 1999 год — Ян Барбур[англ.], исследователь взаимосвязей между наукой и религией
- 2000 год — Фримен Дайсон, физик
- 2001 год — Артур Пикок, английский учёный и теолог
- 2002 год — Джон Полкинхорн, физик и богослов
- 2003 год — Холмс Ролстон III[англ.], философ
- 2004 год — Джордж Эллис, физик-космолог, президент Международного общества за религию и науку
- 2005 год — Чарльз Таунс, физик
- 2006 год — Джон Барроу, физик и математик
- 2007 год — Чарльз Тейлор, философ
- 2008 год — Михал Хеллер, профессор философии Папской академии теологии в Кракове, католический священник
- 2009 год — Бернар д’Эспанья, физик и философ науки
- 2010 год — Франсиско Хосе Айала, биолог и философ, бывший католический священник[5]
- 2011 год — Мартин Джон Рис, космолог и астрофизик
- 2012 год — Далай-лама XIV, духовный лидер буддистов[6]
- 2013 год — Десмонд Туту, англиканский архиепископ Кейптаунский
- 2014 год — Томаш Галик, философ, католический священник[7]
- 2015 год — Жан Ванье, канадский педагог и общественный деятель, основатель международной гуманитарной организации «Ковчег»
- 2016 год — Джонатан Сакс, главный раввин Великобритании в 1991—2013 годах
- 2017 год — Алвин Карл Плантинга, американский философ, специалист по аналитической философии[8]
- 2018 год — Абдалла II ибн Хусейн, король Иордании с 1999 года
- 2019 год — Марсело Глейзер, бразильский физик-теоретик[9]
- 2020 год — Френсис Коллинз, американский биолог[10]
- 2021 год — Джейн Гудолл, британский приматолог[11]
- 2022 — Фрэнк Вильчек
- 2023 — Исмаил, Эдна Адан